# Рассел, Робин, 14-й герцог Бедфорд
Робин Иэн Рассел, 14-й герцог Бедфорд (англ. Robin Russell, 14th Duke of Bedford; 21 января 1940 — 13 июня 2003) — британский аристократ, пэр, биржевой маклер и защитник животных. Он стал широко известен общественности, появившись в трех серий Би-би-си реалити — Country House. С детства он носил титул учтивости — лорд Хоуленд, и с 1953 года (после своего отца, который унаследовал герцогский титул) и большую часть своей взрослой жизни он был известен как маркиз Тависток, старший дочерний титул его отца, и как он пережил своего отца только 7+1⁄2 месяца, он сам носил герцогский титул в течение этого короткого периода в течение 2002—2003 годов.

## Карьера

### Происхождение и образование
Он родился 21 января 1940 года в гостинице Ритц в Лондоне. Старший сын и наследник Джона Иэна Роберта Рассела, лорда Хоуленда (1917—2002) (с августа 1940 года — маркиз Тависток, а с 1953 года — 13-й герцог Бедфорд), от его первой жены Клэр Гвендолин Бриджмен (1903—1945), которая умерла от передозировки седативных средств. Его отец эмигрировал в Южную Африку в 1948 году, чтобы вести хозяйство в районе Парла, и будущий 14-й герцог получил там образование в подготовительной школе Западной провинции, а затем в епархиальном колледже. Он закончил свое образование в Institut Le Rosey в Швейцарии и Гарвардском университете в США. Обширные исторические поместья герцогов Бедфорд включали Уобернское аббатство в Бедфордшире, Бедфордское поместье в лондонском Ковент-Гардене и Блумсбери, а также поместья в Девоншире вокруг города Тависток с резиденцией в Эндсли-Коттедже.

### Бизнес-карьера
В 1974 году, работая биржевым маклером в de Zoete & Bevan и живя в Саффолке, Робин Рассел принял управление поместьями Уоберн от своего отца, пионера коммерциализации загородных домов, который затем удалился в качестве налогового изгнанника в Монако. Робин, тогда именовавшийся маркизом Тавистоком, продолжил модернизацию поместья Уоберн и сафари-парка Уоберн, основанного его отцом, а сам основал гольф-клуб и загородный клуб Уоберн, успешный бизнес в поместье Уоберн. Однако его планы по развитию крупного тематического парка в Уоберне не осуществились. Он перенес тяжелый инсульт 21 февраля 1988 года, когда ему было всего 48 лет, который, как ожидалось, он не выживет, что урезало его способности к речи и движению и привело к тому, что он стал вести более расслабленный образ жизни и быть гораздо менее трудоголиком в последние годы. Со своей женой Генриеттой Тиаркс (маркизой Тависток, а позже герцогиней Бедфорд) он появился в сериале BBC Country House, подробно описывая повседневную жизнь и управление поместьем в Аббатство Уоберн, родовым гнездом семьи Расселов. После смерти своего отца он унаследовал герцогский титул 25 октября 2002 года, но умер только 7 1⁄2 месяца спустя, 13 июня 2003 года, после очередного инсульта в отделении интенсивной терапии Тавистока, Национальная больница неврологии и нейрохирургии, Куин-сквер, Блумсбери, Лондон, в создании которой он сыграл важную роль. Это делало его самым недолговечным герцогом Бедфордом. В 2001 году он уже передал управление аббатством Уоберн своему старшему сыну Эндрю, лорду Хоуленду.

### Олень Давида
После истребления в 1900 году китайской популяции оленя Давида (или оленя Милу) Гербранд Рассел, 11-й герцог Бедфорд, сыграл важную роль в спасении этого вида, приобретя несколько оставшихся оленей из европейских зоопарков и сформировав племенное стадо в оленьем парке в Уобернском аббатстве. Робин Рассел, тогдашний маркиз Тависток (будущий 14-й герцог Бедфорд), правнук 11-го герцога, сыграл важную роль в восстановлении вида в Китае, пожертвовав этой стране оленей Давида из стада Уоберн, один в 1985 году (5 самцов и 15 самок) и другой в 1987 году (18 самок). Олени были выпущены в сад Нан Хайцзы, позже переименованный в парк Милу, на юге Пекина, в бывших императорских охотничьих угодьях императоров Мин и Цин, где олени были в последний раз известны в Китае. В 2005 году пекинские власти установили статую 14-го герцога (умершего двумя годами ранее) в Нань-Хайцзы в ознаменование 20-й годовщины реинтродукции Милу в присутствии его вдовы и трех сыновей.

## Брак и дети
Как маркиз Тависток на 20 июня 1961 года в церкви Святого Клемента Датского в Лондоне (к югу от поместья семьи Рассел Ковент-Гарден и Блумсбери) он женился на Джоан Генриетта Тиаркс (род. 5 марта 1940, Лондон), дебютантке года в 1957 году и успешной модели. Джоан была единственным оставшимся в живых ребенком и наследницей Генриха Фридриха Тиаркса (1900—1995), партнера и директора Schroders merchant bank, и его второй жены (на которой он женился 3 октября 1936) Инны Флоренции Маршан-Белл (1903—1989), актрисе, известной как Джоан Бэрри, чьим первым мужем был Генри Хэмпсон. Генри Тиаркс впервые женился 27 апреля 1930 года (развелся в 1936 году) на леди Миллисент Оливии Мэри Тейлор (умерла 24 декабря 1975 года), дочери Джеффри Тейлора, 4-го маркиза Хедфорта. Генриетта, вдовствующая герцогиня Бедфорд, внучка Фрэнка Сирила Тиаркса и родственница Марка Филлипса, после смерти мужа проводит большую часть времени в их доме в Матамате, Новая Зеландия.
У Робина Рассела и Генриетты Тиаркс было трое сыновей:
- Эндрю Иэн Генри Рассел, 15-й герцог Бедфорд (род. 30 марта 1962), старший сын и наследник, женат, имеет сына и дочь
- Лорд Робин Лоэл Гастингс Рассел (род. 12 августа 1963), женат и бездетен
- Лорд Джеймс Эдвард Гербранд Рассел (род. 11 февраля 1975), женат и имеет одного сына.

## Титулы и почести
- Достопочтенный (Генри) Робин Рассел (январь 1940 — август 1940)
- Лорд Хоуленд (1940—1953)
- Маркиз Тависток (1953—2002)
- Его светлость Герцог Бедфорд (2002—2003)
- Заместитель лейтенанта Бедфордшира (1985—2003)